# Онсан
Онсан (фр. Anceins) насеље је и општина у северној Француској у региону Доња Нормандија, у департману Орн која припада префектури Аржантан.
По подацима из 2011. године у општини је живело 233 становника, а густина насељености је износила 18,9 становника/km². Општина се простире на површини од 12,33 km². Налази се на средњој надморској висини од 206 метара (максималној 258 m, а минималној 189 m).

## Демографија
| 1962. | 1968. | 1975. | 1982. | 1990. | 1999. | 2011. |
| ----- | ----- | ----- | ----- | ----- | ----- | ----- |
| 202   | 228   | 221   | 195   | 178   | 175   | 233   |

График промене броја становника у току последњих година